# 福岡市道長浜博多駅1号線
福岡市道長浜博多駅1号線（ふくおかしどうながはまはかたえきいちごうせん）は、福岡市の都心部の一部とされる中央区大名、長浜、舞鶴及び赤坂にあり、長浜二丁目の鮮魚市場正門交差点から赤坂一丁目の赤坂交差点に至る市道（幹線一級市町村道）である。全長が507.16メートルと短いが、東西に走る複数の幹線道路と交差しながら、博多漁港などの臨海部と都心部との連携を図るための交通ネットワークの一部を担っている。

## 特徴
この路線の特徴は、全区間が福岡市の「都心部」の西側にあり、用途地域が商業地域に指定されている沿道に商業施設、業務施設、サービス施設などが集積していることである。
この路線は、江戸時代の地図でも確認できる通り、市街地の東西方向に走る複数の大通りを南北に繋ぎながら、博多湾（博多港）に通じていた道路がもとになっており、海面の埋立が進んだ現在では、北に延長され、特定第3種漁港である博多漁港の正面と接続している。
また、この路線は福岡市道路愛称がつけられた路線の一部の区間に該当し、南に接続する福岡市道長浜博多駅2号線の全区間及び福岡県道31号福岡筑紫野線の一部を繋げた区間が大正通りと呼ばれている。

道路の変遷
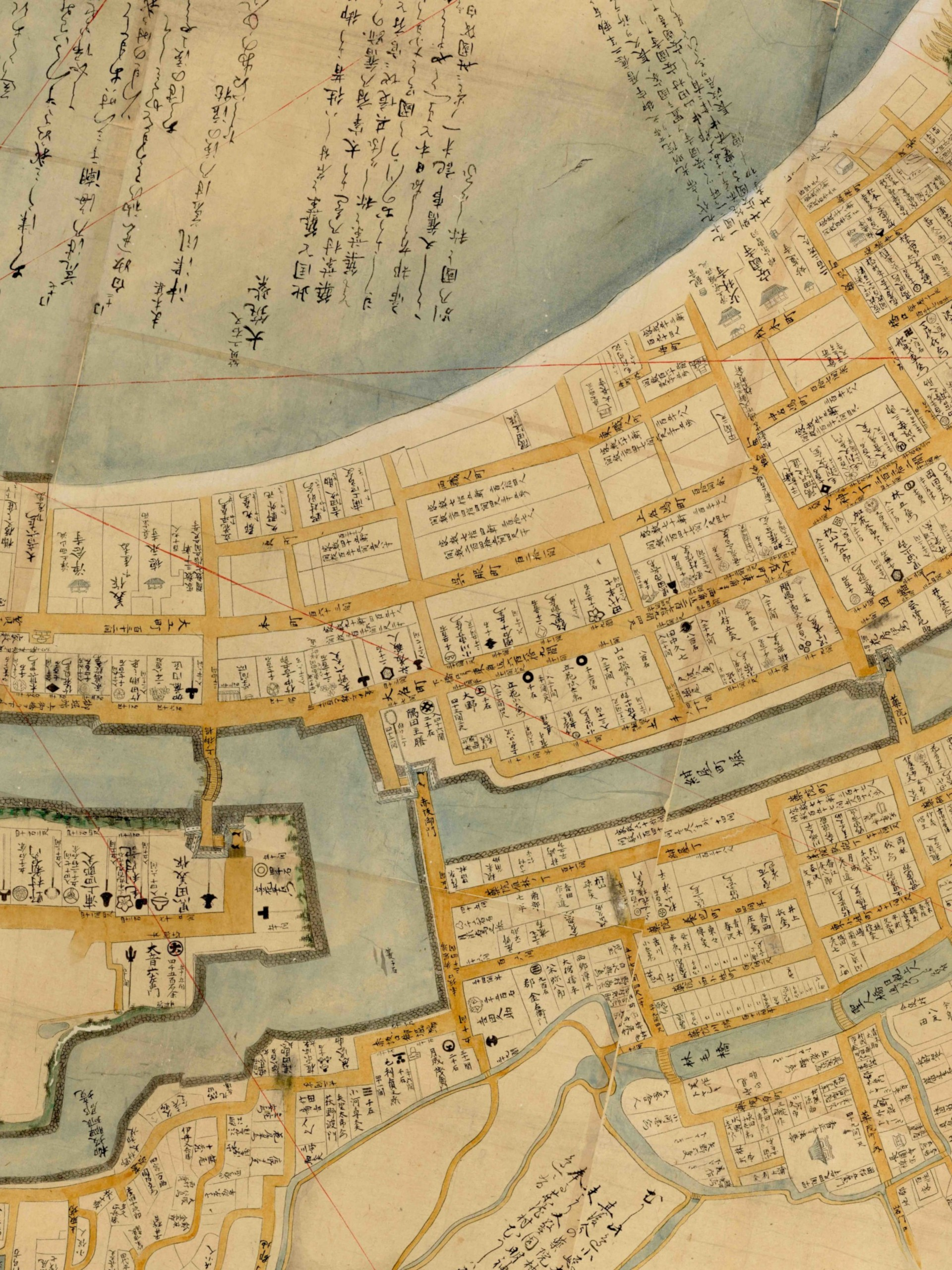
江戸時代
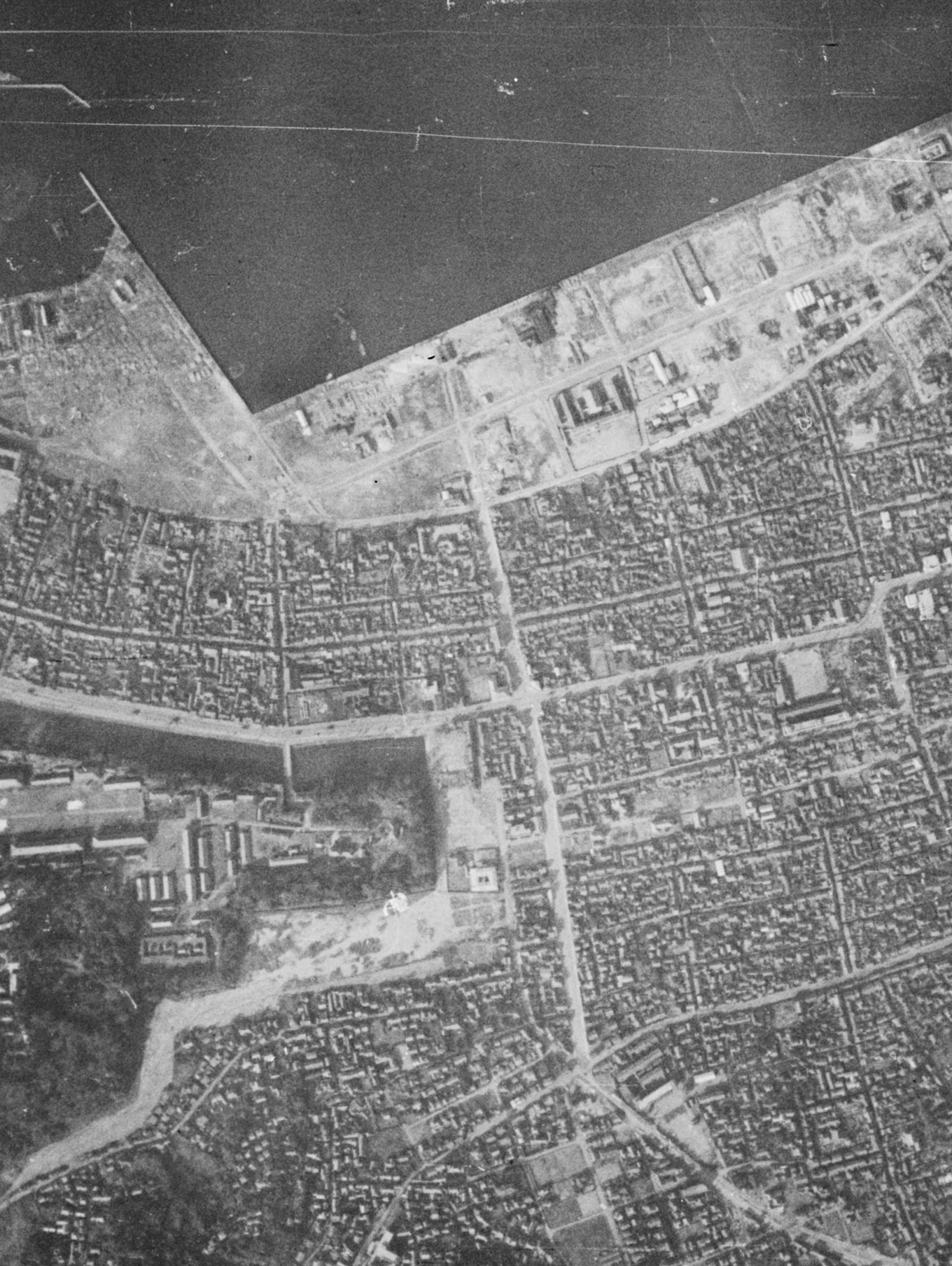
1939年12月6日撮影
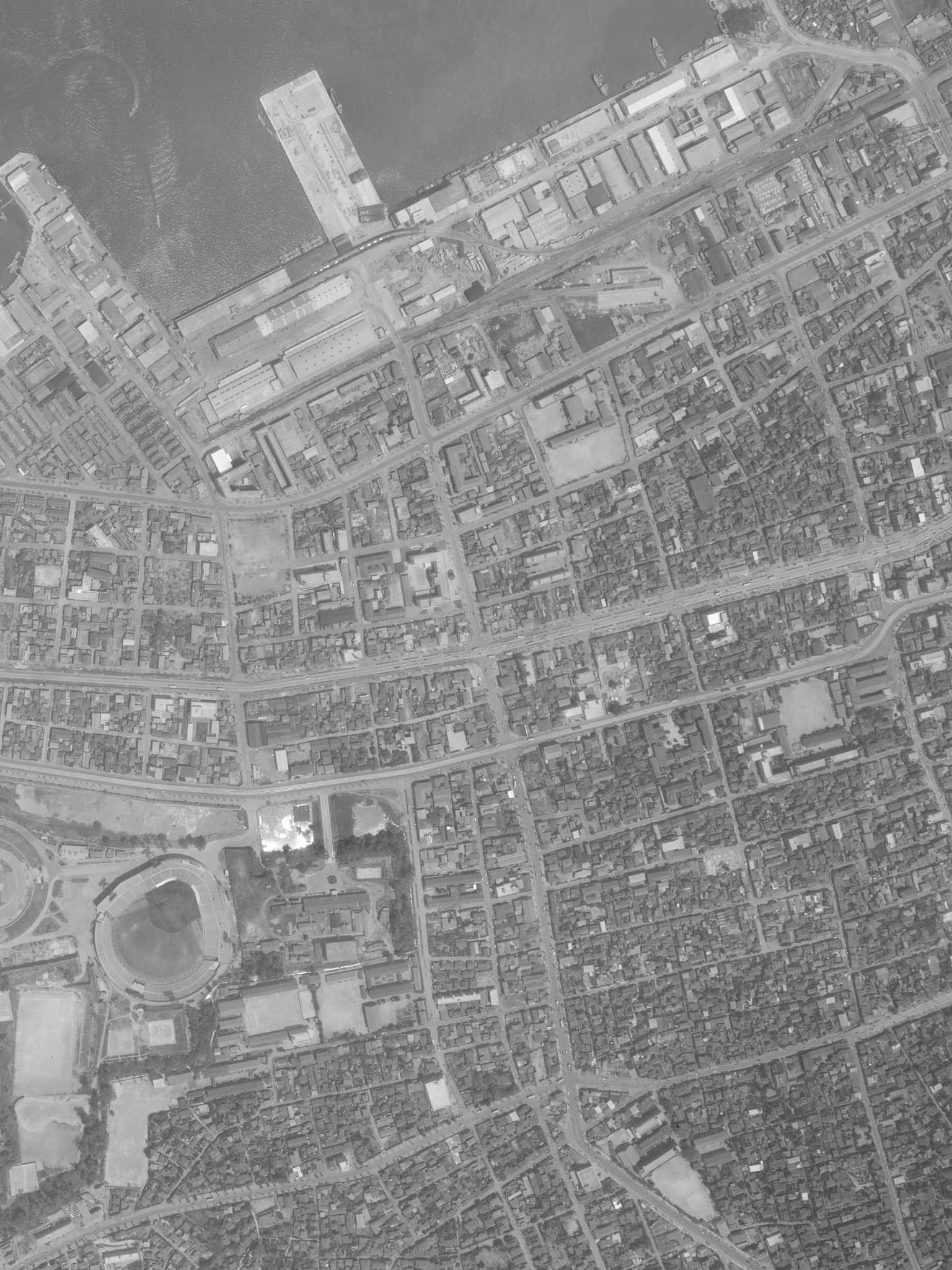
1961年5月9日撮影

## 接続する主な通り
| 交差する道路                     | 市町村名 | 市町村名 | 交差する場所 | 交差する場所     |
| -------------------------------- | -------- | -------- | ------------ | ---------------- |
| 市道千鳥橋唐人町線（那の津通り） | 福岡市   | 中央区   | 舞鶴三丁目   | 長浜交差点、起点 |
| 市道博多姪浜線（昭和通り）       | 福岡市   | 中央区   | 赤坂一丁目   | 赤坂交差点、終点 |

## 接続、近接する主な施設
- 博多漁港
- 福岡市中央卸売市場（鮮魚市場）
- 福岡市健康づくりサポートセンター（あいれふ）[注釈 3]
- 福岡県漁業協同組合連合会（福岡県水産会館）[注釈 4]
- 福岡市消防局
- 福岡法務局
- 赤坂駅